# Darryl Hall

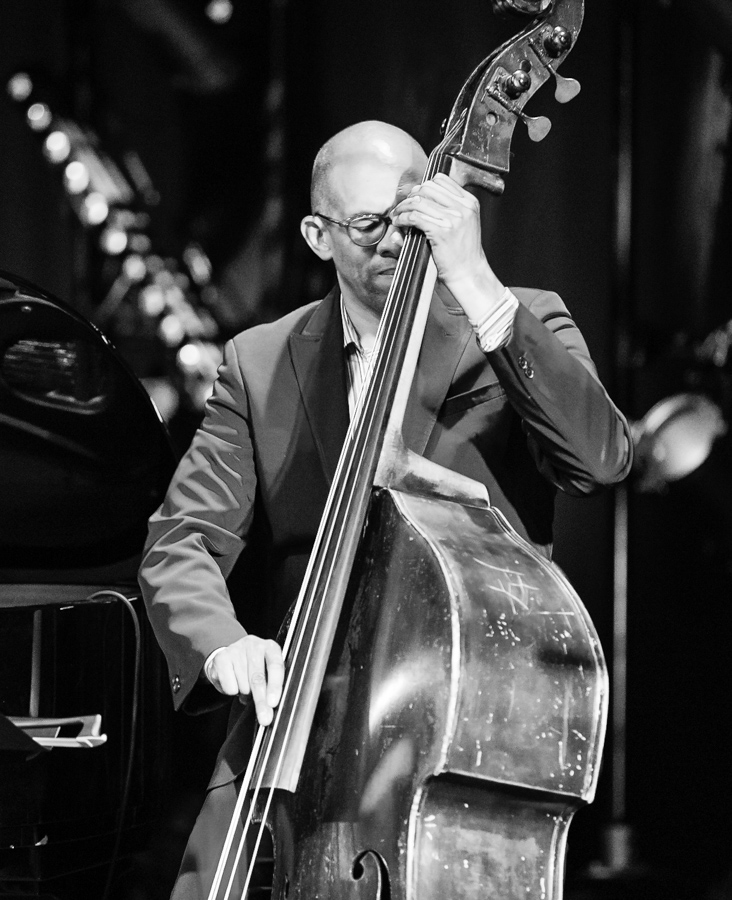
Darryl Hall (2019)
Bild: Tore Sætre

Darryl Hall (* 10. November 1963 in Philadelphia) ist ein US-amerikanischer, in Frankreich lebender Jazzmusiker (Kontrabass).

## Leben und Wirken
Hall ist als Instrumentalist weitgehend Autodidakt. Während seines betriebswirtschaftlichen Studiums spielte er 1981 an der Rowan University in der Jim Miller Bigband, mit der auch erste Aufnahmen entstanden (A Brief History of Miller Time). Ab den frühen 1980er-Jahren arbeitete er in Pennsylvania u. a. mit Monnette Sudler, Denis DiBlasio, Suzanne Cloud und Kayle Brecher, bevor er Ende der 1990er-Jahre nach New York City zog. Dort absolvierte er bis 2001 an der Manhattan School of Music den Masterstudiengang Komposition. Daneben spielte er in den Bands von Jim Ridl, George Gee and his Make-Believe Ballroom Orchestra, Jimmy Greene, Sarah Jane Cion, Jim Nolet, Teodross Avery, Carla Cook, Mark Gross, Regina Carter, LaVerne Butler, Takana Miyamoto, Ravi Coltrane, Lafayette Harris, Stefon Harris und Mark Murphy. Anfang 2000 nahm Hall in Brooklyn sein Debütalbum Subtle Touch (Encounter) auf, an dem Sam Newsome, Jim Ridl, Meg Okura (Geige) und Steve Hass (Schlagzeug) mitwirkten.
Hall zog 2004 nach Paris und arbeitete seitdem u. a. mit Baptiste Trotignon, Franck Amsallem (A Week in Paris: A Tribute to Strayhorn, 2005), Tineke Postma, Elisabeth Kontomanou, Christian Escoudé, Laïka Fatien, Rosario Giuliani, Denise King/Olivier Hutman, Florin Niculescu, Antonio Faraò und Laurent de Wilde. Ferner gehört er den New York Allstars um Bernd Reiter an. Im Bereich des Jazz war er zwischen 1981 und 2017 an 74 Aufnahmesessions beteiligt, zuletzt mit Baptiste Herbin.
Im Jahr 1996 gewann er die Thelonious Monk International Bass Competition.

## Diskographische Hinweise
- Baptiste Trotignon, David El-Malek, Darryl Hall, Dré Pallemaerts : Trotignon El-Malek Hall Pallemaerts (Naïve, 2005)
- Pierre-Alain Goualch: Duc: Live Recording at le Duc des Lombards (2007), mit Rémi Vignolo
- Didier Lockwood All Star Quartet: Open Doors (Okeh 2017, mit Antonio Faraò, André Ceccarelli)